# Велике Сесвете
Велике Сесвете (хрв. Velike Sesvete) су насељено место у саставу града Крижевца, Копривничко-крижевачка жупанија, Хрватска.

## Историја
До територијалне реорганизације у Хрватској биле су у саставу старе општине Крижевци.

## Становништво
У попису становништва из 2011. године, Велике Сесвете су имале 87 становника.
| Број становника према пописима | Број становника према пописима | Број становника према пописима | Број становника према пописима | Број становника према пописима | Број становника према пописима | Број становника према пописима | Број становника према пописима | Број становника према пописима | Број становника према пописима | Број становника према пописима | Број становника према пописима | Број становника према пописима | Број становника према пописима | Број становника према пописима | Број становника према пописима |
| ------------------------------ | ------------------------------ | ------------------------------ | ------------------------------ | ------------------------------ | ------------------------------ | ------------------------------ | ------------------------------ | ------------------------------ | ------------------------------ | ------------------------------ | ------------------------------ | ------------------------------ | ------------------------------ | ------------------------------ | ------------------------------ |
| 1857                           | 1869                           | 1880                           | 1890                           | 1900                           | 1910                           | 1921                           | 1931                           | 1948                           | 1953                           | 1961                           | 1971                           | 1981                           | 1991                           | 2001                           | 2011                           |
| 266                            | 287                            | 282                            | 409                            | 293                            | 250                            | 246                            | 210                            | 214                            | 238                            | 190                            | 174                            | 162                            | 117                            | 99                             | 87                             |

Напомена: Насеља Мале Сесвете и Велике Сесвете исказују се од 1900. До 1890 исказивано је насеље по имену Сесвете. За то некадашње насеље садржи податке из 1857. до 1890.

### Попис1910.
| Велике Сесвете                                                         | Велике Сесвете |
| ---------------------------------------------------------------------- | --- |
| језик                                                                  | вера |
| укупно: 250 Српски 236 (94,40%) Хрватски 13 (5,20%) Мађарски 1 (0,40%) | <div style="border:solid transparent;position:absolute;width:100px;line-height:0; укупно: 250 Православци 236 (94,40%) Римокатолици 14 (5,60%) - (-%) |